# Bloomsbury Square
Bloomsbury Square je náměstí nacházející se ve čtvrti Bloomsbury v londýnském obvodu Camden.
Náměstí (jedno z nejstarších v Londýně) vytvořil na konci 17. století Thomas Wriothesley, 4. hrabě ze Southamptonu, a původně se jmenovalo Southampton Square. Jeho dům – Bedford House - zabíral jednu stranu náměstí zatímco na ostatních stranách se nacházely terasovité domky typické pro tu dobu, obývané členy aristokracie a nižší šlechty.
Na počátku 19. století přestalo být Bloomsbury pro vyšší společenskou třídu atraktivní. Majitel původního sídla, vévoda z Bedfordu se odstěhoval z Bedford House a dům byl zbořen. Spisovatel Isaac D'Israeli bydlel na náměstí v domu číslo 6 v letech 1817 až 1829 a část této doby s ním zde bydlel i jeho syn, pozdější premiér Benjamin Disraeli.
V zahradách na Bloomsbury Square je umístěna mimo jiné socha Charlese Jamese Foxe.
Na náměstí se nezachovala žádná z původních budov ze 17. století ale stojí zde některé stavby z 18. a počátku 19. století. Východní stranu současného náměstí nyní tvoří rozsáhlý kancelářský komplex Victoria House postavený počátkem 20. století.